# Ztracený ráj
Ztracený ráj (v originále Paradise Lost) je rozsáhlá (čítající dvanáct knih) epická báseň Johna Miltona, psaná v blankversu (nerýmovaný verš o pěti jambických stopách).

## Historie
Báseň byla poprvé publikována roku 1667, byla ale dále upravována. Mělo jít o anglický národní epos, srovnatelný s latinskou Aeneidou či řeckou Odysseou. Jedná se o duchovní epos, vyprávějící o biblických tématech, uvažuje o teologických problémech. Epos je ovlivněn puritánskou filozofií, Cromwellem a tragickými událostmi, které se v době psaní udály (Velký mor Londýna, Velký požár Londýna), také je silně ovlivněn latinskou Aeneis.

## Děj
Hlavním protagonistou básně je Satan, padlý anděl. Každá z dvanácti knih (v rozsahu 640–1189 veršů, Jungmann ve svém překladu knihy nazývá „zpěvy“) je opatřena krátkým shrnutím („Argument“). Děj je vzat ze začátku knihy Genesis, vypráví o svržení padlých andělů, vzpouře andělů, stvoření světa, Satanově pouti po ráji, kde v převtělení za hada svede Evu k prvnímu hříchu, děje okolo prvního hříchu a vyhnání z ráje. Děj básně se drží volně biblického podání.
Děj, rozdělený podle knih:
(vychází z překladu Josefa Jungmanna, knihy jsou však označovány jako knihy a ne podle Jungmanna jako zpěvy)
- Kniha I – Satan se radí s Belzebubem o povstání andělů, kteří byli zatraceni. Čerti se sešikují pod vedením Satana, postaví hrad Pandemonium.
- Kniha II – Pekelné stavy pořádají sněm, Belzebub mluví o proroctví o tom, že bude stvořen svět, stavy se rozhodují vyslat zvěda. Jako zvěd se dobrovolně přihlásí Satan, projde branami Pekla ven.
- Kniha III – Kniha se skládá především z rozhovoru Boha Otce a Boha Syna. Bůh Otec vidí, jak Satan prochází branami světa, vyvozuje z toho, že člověk brzy padne. Po proroctví se Bůh Syn (Ježíš Kristus) rozhoduje obětovat za člověka. Satan prochází dál ke světu.
- Kniha IV – Satan vidí a obhlíží ráj, dozví se o tom, že Adam a Eva nesmí jíst z jistého stromu. Uriel, kterého Satan na své cestě potkal, prozradí strážci ráje, archandělu Gabrielovi, že Satan vstoupil do ráje. Gabriel nechá ráj prohledat a Satan utíká, ale ještě předtím stačí vnuknout Evě sen.
- Kniha V – Eva je nešťastná pro špatný sen, který měla, vypráví ho Adamovi. Později archanděl Rafael přijde za Adamem a varuje ho před Satanem, který vstoupil do ráje.
- Kniha VI – Rafael vypráví Adamovi o povstání andělů, o třech bitvách mezi padlými anděli a Bohem, poslední z nich se účastní Ježíš Kristus, který uvrhne všechny padlé anděly zpět do pekel.
- Kniha VII – Adam požádá Rafaela, aby vyprávěl o stvoření světa, které také Rafael podrobně vylíčí.
- Kniha VIII – Adam se ptá na hvězdy a řád vesmíru, nicméně Rafael odpovídá vyhýbavě a naznačí mu, že se má zajímat o jiné věci. Adam proto líčí svůj dosavadní život, stvoření člověka, vstup do ráje, rozhovor s Bohem o svobodné vůli (tato pasáž je z hlediska filozofického velmi významná) a stvoření Evy. Rozhovor Adama s Rafaelem poté skončí.
- Kniha IX – Satan se vtělí do hada a v této podobě opět vstoupí do ráje. Adam varuje Evu, aby se od něho neoddělila a varuje ji před Satanem. Eva se od něho ale přece jen oddělí, Satan pak svede Evu k prvnímu hříchu, totiž utržení a snědení jablka ze zakázaného stromu. Když to Adam zjistí, truchlí, je si jist, že Eva zemře, protože se však nechce od Evy odloučit, sní jablko také.
- Kniha X – Adam a Eva jsou odsouzeni k vyhnání z ráje, prosí Boha o milost. Satan se vrací do Pekla se svými zjištěními.
- Kniha XI – Archanděl Michael (v Jungmannově překladu Michal) oznamuje Adamovi a Evě, že musí z ráje odejít, prozradí jim další události, které se stanou na zemi, a to až do potopy světa. Eva je ale uspána, aby to neslyšela.
- Kniha XII – Archanděl Michael vyvede Adama a Evu z ráje, řekne jim proroctví o Mesiáši a konci světa, Adam a Eva pak vcházejí do světa mimo ráj.

## Další
V průběhu psaní Milton oslepl, dokončil ho již zcela slepý. Přesto nedlouho po dokončení nadiktoval pokračování: Ráj znovu nabytý (anglicky Paradise Regained), vyprávějící příběh z Evangelia svatého Lukáše, totiž Kristovo pokoušení na poušti (viz Evangelium podle Lukáše 4,1–13), které bylo vydáno v roce 1671.
Ztracený ráj je považován za jedno z nejvýznamnějších literárních děl, napsaných v angličtině, bylo jím ovlivněno mnoho spisovatelů (William Blake aj.). Katolická církev zařadila roku 1732 Ztracený ráj na Index zakázaných knih. Vyškrtnut z tohoto seznamu byl až v roce 1900.

## Český překlad
Autorem prvního českého překladu je Josef Jungmann (1811), existují ale i modernější překlady (např. Josefa Julia Davida). Právě Jungmannův překlad Ztraceného ráje byl obrozenci pokládán za důkaz, že má čeština stejné literární možnosti jako světové jazyky.
Jungmann ovšem kvůli překladu musel vytvořit řadu neologismů, které vypočítává v doslovu jako slova pozatemnělá. Mnoho z těchto jím vytvořených slov se ujalo a přešlo do běžné řeči. V doslovu k jeho vydání z roku 1811 jsou i dnes tak běžná slova jako: dech, dav (u Jungmanna je tím míněno větší množství čehokoliv, tedy i např. dav vody), dráha, látka, kolmý (ve významu přímý), mlčet, následovat, obřad, ohromný, panovník, ples (ve významu tanec), popud, předmět, přelud, příroda (předtím se říkalo přirozenost), prohlížet si, střed (dříve se říkalo prostřed), touha (dříve se říkalo toužení), tvar, výspa (u Jungmanna ostrov), zabývat se (u Jungmanna bavit se), zbožňovat, zdroj, znak a jiné.
Jiné neologismy z jeho překladu se ale samozřejmě neujaly, např. úpit se (= zabývat se něčím), brž (= nýbrž), luška (= šupina), obhled (= horizont), svládný (= harmonický), tem (místo tma), vznámit se (začít něco dělat) a mnoho dalších.

#### Vydání v českém jazyce
Překlad Josefa Jungmanna
- MILTON, John. Jana Miltona Ztracený rág. Překlad Josef Jungmann. 1. vyd. W Praze: v Bohumila Háse, 1811. 2 svazky (xii, 321 , 307 s.). Dostupné online.

- MILTON, John. Jana Miltona Ztracený ráj. Překlad Josef Jungmann. 2. vyd. W Praze: nákladem Českého museum, 1843. x, 357 s. (Nowočeská bibliothéka; sv. 3). Dostupné online.

- MILTON, John. Miltonův Ztracený ráj. Překlad Josef Jungmann. V Praze: nakladatel kněhkupectví: I. L. Kober, 1873. 415 s. (Josefa Jungmanna sebrané spisy veršem i prosou; sv. 3). Dostupné online.

- MILTON, John. Miltonův Ztracený ráj. Překlad Josef Jungmann. 3. vyd. V Praze: I. L. Kober, 1889. XV, 415 s.

- MILTON, John. Miltonův Ztracený ráj. Redakce Miroslav Komárek; překlad Josef Jungmann; Felix Vodička (autor předmluvy)
Latislav Cejpl (autor závěrečné studie). Praha: SNKLHU, 1958. 431 s. (Český překlad; sv. 3). Dostupné online.

Překlad Josefa J. Davida
- MILTON, John. Ztracený ráj. Překlad Josef Julius David. [Praha]: J. Otto, 1911 [dotisk 1918]. 2 svazky (226 s., 197 s. s.). Dostupné online.

- MILTON, John. Ztracený ráj. Překlad Josef Julius David; ilustrace Gustave Doré. 1. vydání, v tomto překladu třetí., reprint vydání J. Otty z roku 1911 vyd. Praha: Vadim Charkovský, 2015. 383 s. ISBN 978-80-260-9007-6.